# Rancora solidaginis
Rancora solidaginis là một loài bướm đêm trong họ Noctuidae.